# Viljar Myhra
Viljar Røsholt Myhra (Skien, 21 luglio 1996) è un calciatore norvegese, portiere dell'Odense.

## Carriera

### Club
Myhra è cresciuto nelle giovanili dell'Odd. Ha esordito in Eliteserien in data 16 maggio 2017, venendo schierato titolare nella sconfitta casalinga per 0-2 contro l'Haugesund.
Il 4 luglio 2018, lo Strømsgodset ha ufficializzato l'ingaggio di Myhra, a cui si è legato con un contratto triennale valido a partire dal 1º gennaio 2019. Il 31 marzo ha quindi trovato il debutto in squadra, impiegato da titolare nella partita persa per 3-2 contro l'Haugesund.
Il 18 settembre 2020, Myhra ha prolungato il contratto che lo legava al club fino al 31 dicembre 2023. Il 12 giugno 2023 ha firmato un nuovo accordo con lo Strømsgodset, valido fino al 31 dicembre 2026.
Il 31 gennaio 2024 è stato ufficializzato il suo approdo ai danesi dell'Odense, a cui si è legato con un contratto quinquennale.

### Nazionale
Myhra ha rappresentato la Norvegia a livello Under-18, Under-19 e Under-21. Ha debuttato per quest'ultima selezione il 24 marzo 2017, sostituendo Per Kristian Bråtveit nella sconfitta per 3-1 contro il Portogallo, in amichevole.

## Statistiche

### Presenze e reti nei club
Statistiche aggiornate al 31 gennaio 2024.
| Stagione            | Club                | Campionato          | Campionato | Campionato | Coppe nazionali | Coppe nazionali | Coppe nazionali | Coppe continentali | Coppe continentali | Coppe continentali | Supercoppe | Supercoppe | Supercoppe | Totale | Totale |
| Stagione            | Club                | Comp                | Pres       | Reti       | Comp            | Pres            | Reti            | Comp               | Pres               | Reti               | Comp       | Pres       | Reti       | Pres   | Reti   |
| ------------------- | ------------------- | ------------------- | ---------- | ---------- | --------------- | --------------- | --------------- | ------------------ | ------------------ | ------------------ | ---------- | ---------- | ---------- | ------ | ------ |
| 2013                | Odd                 | ES                  | 0          | 0          | CN              | 0               | 0               | -                  | -                  | -                  | -          | -          | -          | 0      | 0      |
| 2014                | Odd                 | ES                  | 0          | 0          | CN              | 0               | 0               | -                  | -                  | -                  | -          | -          | -          | 0      | 0      |
| 2015                | Odd                 | ES                  | 0          | 0          | CN              | 1               | 0               | UEL                | 0                  | 0                  | -          | -          | -          | 1      | 0      |
| 2016                | Odd                 | ES                  | 0          | 0          | CN              | 1               | 0               | UEL                | 0                  | 0                  | -          | -          | -          | 1      | 0      |
| 2017                | Odd                 | ES                  | 5          | -4         | CN              | 3               | -1              | UEL                | 1                  | 0                  | -          | -          | -          | 9      | -5     |
| 2018                | Odd                 | ES                  | 2          | -3         | CN              | 3               | -2              | -                  | -                  | -                  | -          | -          | -          | 5      | -5     |
| Totale Odd          | Totale Odd          | Totale Odd          | 7          | -7         |                 | 8               | -3              |                    | 1                  | 0                  |            | -          | -          | 16     | -10    |
| 2019                | Strømsgodset        | ES                  | 17         | -28        | CN              | 1               | 0               | -                  | -                  | -                  | -          | -          | -          | 18     | -28    |
| 2020                | Strømsgodset        | ES                  | 30         | -57        | -               | -               | -               | -                  | -                  | -                  | -          | -          | -          | 30     | -57    |
| 2021                | Strømsgodset        | ES                  | 27         | -36        | CN              | 1               | -1              | -                  | -                  | -                  | -          | -          | -          | 28     | -37    |
| 2022                | Strømsgodset        | ES                  | 30         | -55        | CN              | 0               | 0               | -                  | -                  | -                  | -          | -          | -          | 30     | -55    |
| 2023                | Strømsgodset        | ES                  | 30         | -35        | CN              | 1               | -3              | -                  | -                  | -                  | -          | -          | -          | 31     | -38    |
| Totale Strømsgodset | Totale Strømsgodset | Totale Strømsgodset | 134        | -211       |                 | 3               | -4              |                    | -                  | -                  |            | -          | -          | 137    | -215   |
| gen.-giu. 2024      | Odense              | SL                  | 0          | 0          | CD              | -               | -               | -                  | -                  | -                  | -          | -          | -          | 0      | 0      |
| Totale              | Totale              | Totale              | 141        | -218       |                 | 11              | -7              |                    | 1                  | 0                  |            | -          | -          | 153    | -225   |

## Palmarès

### Club

#### Competizioni nazionali
- 1. Division: 1

Odense: 2024-2025